# Баланчин, Джордж
Джордж Баланчи́н (англ. George Balanchine; при рождении Гео́ргий Мелито́нович Баланчива́дзе, груз. გიორგი მელიტონის ძე ბალანჩივაძე; 9 [22] января 1904, Санкт-Петербург — 30 апреля 1983[…], Нью-Йорк, Нью-Йорк — русский и американский хореограф грузинского происхождения, положивший начало американскому балету и современному неоклассическому балетному искусству в целом.
Автор около 300 балетов и нескольких бродвейских мюзиклов. Основатель (совместно с Линкольном Кирстайном и Эдвардом Варбургом) Школы американского балета и труппы Нью-Йорк Сити балет.

## Биография
Родился в семье грузинского композитора Мелитона Баланчивадзе (1862—1937), одного из основоположников современной грузинской музыкальной культуры. Мать Георгия Баланчивадзе, Мария Николаевна Васильева — русская, с немецкими корнями. Младший брат Георгия, Андрей, также стал впоследствии известным композитором. Мать Георгия привила ему любовь к искусству и, в частности, к балету.
В 1913 году был зачислен в Императорское театральное училище по балетному разряду, где учился у Павла Гердта и Самуила Андрианова. После Октябрьской революции временно школа была распущена, и ему некоторое время пришлось зарабатывать на жизнь тапёрством. Вскоре школу вновь открыли (её финансирование, тем не менее, было значительно урезано), и Баланчивадзе вернулся к занятиям балетом. Выпустившись в 1921 году в числе восьми юношей и четырёх девушек (среди которых была вскоре погибшая Лидия Иванова), был принят в кордебалет Государственного театра оперы и балета. Одновременно поступил в Петроградскую консерваторию, где изучал игру на фортепиано, теорию музыки, контрапункт, гармонию и композицию (окончил обучение в 1923 году).
В начале 1920-х годов стал одним из организаторов экспериментальной группы «Молодой балет», где начал пробовать свои силы как хореограф.
Во время поездки на гастроли в Германию в 1924 году Баланчивадзе вместе с несколькими другими советскими танцовщиками решил остаться в Европе и вскоре оказался в Париже, где получил приглашение от Сергея Дягилева на место хореографа в Русском балете. По совету Дягилева танцовщик адаптировал своё имя на западный манер — Джордж Баланчин.
Вскоре Баланчин стал балетмейстером Русского балета и в течение 1924—1929 годов (до кончины Дягилева) поставил девять крупных балетов и ряд небольших отдельных номеров. Серьёзная травма колена не позволила ему продолжать карьеру танцовщика, и он полностью переключился на хореографию. Среди постановок этого периода — опера-балет М. Равеля «Дитя и волшебство» (Монте-Карло, 1925).
После смерти Дягилева Русский балет начал распадаться, и Баланчин покинул его. Он работал сначала в Лондоне, затем в Копенгагене, где был приглашённым балетмейстером. В 1932 году был главным балетмейстером антрепризы полковника В. де Базиля и Рене Блюма Русский балет Монте-Карло, для которой поставил балеты «Конкуренция» на музыку Орика, «Котильон» на музыку Шабрие и Риети, «Мещанин во дворянстве» на сюиту Рихарда Штрауса. Главные партии этих балетов были созданы для Тамары Тумановой. Вскоре Баланчин ушёл из Русского балета Монте-Карло, решив организовать собственную труппу — «Балет-1933» (Les Ballets 1933). Труппа просуществовала лишь шесть месяцев, но за это время провела в Париже фестиваль с тем же названием и осуществила несколько успешных постановок на музыку Дариюса Мийо, Курта Вайля («Семь смертных грехов мещанина» на либретто Б. Брехта), Анри Соге. После одного из этих представлений известный американский меценат Линкольн Кирстайн предложил Баланчину перебраться в США и там основать балетную труппу. Хореограф согласился и в октябре 1933 года переехал в США (получил американское гражданство в 1939 году). Приехав в Америку, Баланчин совершенно не знал английского. Впоследствии он говорил с сильным акцентом, однако пел без него, утверждая, что это «английский Гарри Харта».
Первым проектом Баланчина на новом месте было открытие балетной школы. При финансовой поддержке Кирстайна и Эдварда Варбурга 2 января 1934 года Школа Американского балета приняла первых учеников. Через год Баланчин основал профессиональную труппу — «Американский балет», который выступал сначала в Метрополитен-опера, затем гастролировал как самостоятельный коллектив, а в середине 1940-х годов распался.
В 1936 году Баланчин дебютировал на Бродвее, в «Безумствах Зигфелда»: в качестве хореографа он участвовал в постановке мюзикла Лоренца Харта и Ричарда Роджерса «На кончиках пальцев» (танцевальная сюита из этого мюзикла, «Убийство на Десятой авеню» затем вошла в репертуар «Нью-Йорк Сити балет»).
Новая труппа Баланчина — «Балетное общество» — была создана вновь при щедрой поддержке Кирстайна. В 1948 году Баланчину поступило приглашение руководить этой труппой в составе Нью-Йоркского центра музыки и драмы. «Балетное общество» стало Нью-Йоркским городским балетом.
В 1950-е — 1960-е годы Баланчин осуществил ряд успешных постановок, в числе которых — «Щелкунчик» Чайковского, исполнение которого стало рождественской традицией в США.
С конца 1970-х годов у хореографа начали проявляться признаки болезни Крейтцфельдта — Якоба. Он умер в 1983 году, похоронен на кладбище Окленд в Нью-Йорке.

## Семья
В 1924 году женился на семнадцатилетней танцовщице Тамаре Жевержеевой (Жева), дочери театрального деятеля Левкия Жевержеева.
После развода с Тамарой был женат ещё 4 раза: Александра Данилова (1926—1933, брак не регистрировали), Вера Зорина (1938—1946), Мария Толчиф (1946—1952), Танакиль Леклер (1952—1969).
Детей не было.

## Особенности стиля
До 1934 года Баланчин ставил фарсовые, комедийные и драматические балеты с простым сюжетом, в которых замысел во многом определялся декоративным оформлением. В дальнейшем он использовал обновлённый и обогащённый классический танец, рождённый музыкальным образом. Большинство его балетов одноактные и бессюжетные, как правило, на симфоническую музыку, не предназначенную для танца. Танец в балетах Баланчина не только раскрывает музыку и не просто передает заключённые в ней эмоции, а взаимодействует с музыкой.
Сам балетмейстер считал, что сюжет в балете совершенно не важен, главное лишь музыка и само движение: «Нужно отбросить сюжет, обойтись без декораций и пышных костюмов. Тело танцовщика — его главный инструмент, его должно быть видно. Вместо декораций — смена света… То есть танец выражает всё с помощью только лишь музыки».
«Содержание созданного Баланчиным нового типа балета составляет не изложение событий, не переживания героев и не сценическое зрелище (декорации и костюмы играют подчиненную хореографии роль), а танцевальный образ, стилистически соответствующий музыке, вырастающий из музыкального образа и взаимодействующий с ним. Неизменно опираясь на классическую школу, Баланчин обнаружил новые возможности, заключённые в этой системе, развил и обогатил её».
Баланчину были нужны предельно музыкальные, остро чувствующие ритм и высокотехничные танцовщики. «Техника и искусство — одно и то же. Техника — это умение, и только тогда вы можете выразить и вашу индивидуальность, и красоту, и форму» — говорил он.

## Избранные постановки
| Год  | Премьера                                            | Название балета                                                   | Композитор                                                   | Декорации и костюмы                                                       | Первые исполнители | Дирижёр                                 | Труппа                 | Илл. |
| ---- | --------------------------------------------------- | ----------------------------------------------------------------- | ------------------------------------------------------------ | ------------------------------------------------------------------------- | --- | --------------------------------------- | ---------------------- | ---- |
| 1925 | 17 июня, Париж, Театр Гёте-лирик                    | Песнь соловья (фр. Le Chant du rossignol)                         | Игорь Стравинский                                            | Анри Матисс                                                               | |                                         | Русский балет Дягилева |      |
| 1925 | 11 декабря, Лондон, Колизеум                        | Барабо (фр. Barabau)                                              | Витторио Риети                                               | Морис Утрилло (д. вып. князем Шервашидзе)                                 | Леон Войциковский, Серж Лифарь, Алиса Никитина, Александра Данилова, Тамара Жева                                                                    |                                         | Русский балет Дягилева |      |
| 1926 | 19 мая, Париж, Театр Сары Бернар                    | Пастораль (фр. Pastorale)                                         | Жорж Орик                                                    | Педро Прюна (д. вып. князем Шервашидзе)                                   | Фелия Дубровская, Тамара Жева, Серж Лифарь, Тадеуш Славинский                                                                                       |                                         | Русский балет Дягилева |      |
| 1926 | 3 июня, Париж, Театр Сары Бернар                    | Чёртик из табакерки (англ. Jack in the Box)                       | Эрик Сати                                                    | Андре Дерен (д. вып. князем Шервашидзе)                                   | Станислав Идзиковский, Александра Данилова, Любовь Чернышёва (?)                                                                                    |                                         | Русский балет Дягилева |      |
| 1926 | 3 декабря, Лондон, Театр Лицеум                     | Триумф Нептуна (фр. Le Triomphe de Neptune)                       | Лорд Бернерс                                                 | князь Шервашидзе (д.) Педро Прюна (к.)                                    | Александра Данилова, Серж Лифарь, Лидия Соколова, Михаил Фёдоров, Любовь Чернышёва, Вера Петрова, Татьяна Шамье, Джордж Баланчин, Константин Черкас |                                         | Русский балет Дягилева |      |
| 1927 | 30 апреля, Опера Монте-Карло                        | Кошка (фр. La chatte)                                             | Анри Соге                                                    | Наум Габо Антуан Певзнер (сценография и скульптуры)                       | Алиса Никитина, Серж Лифарь |                                         | Русский балет Дягилева |      |
| 1928 | 12 июня, Париж, Театр Сары Бернар                   | Аполлон Мусагет (фр. Apollon musagète)                            | Игорь Стравинский                                            | Андре Бошан (д. вып. князем Шервашидзе) Шанель (к., 1929)                 | Серж Лифарь, Алиса Никитина, Любовь Чернышёва, Фелия Дубровская                                                                                     |                                         | Русский балет Дягилева |      |
| 1928 | 16 июля, Лондон, Театр Его Величества               | Боги-нищие (фр. Les Dieux mendiants; англ. The Gods Go A-Begging) | Г.-Ф. Гендель                                                | Лев Бакст (д. из «Дафниса и Хлои») Хуан Грис (к. из «Искушения пастушки») | Александра Данилова, Леон Войциковский, Любовь Чернышёва, Фелия Дубровская, Константин Черкас                                                       |                                         | Русский балет Дягилева |      |
| 1929 | 7 мая, Опера Монте-Карло                            | Бал (фр. Le Bal)                                                  | Витторио Риети                                               | Джорджо де Кирико                                                         | Александра Данилова, Антон Долин, Андрей Бобров, Фелия Дубровская, Леон Войциковский, Джордж Баланчин, Евгения Липковская, Серж Лифарь              |                                         | Русский балет Дягилева |      |
| 1929 | 21 мая, Париж, Театр Сары Бернар                    | Блудный сын (фр. Le fils prodigue)                                | С. С. Прокофьев                                              | Жорж Руо (д. вып. князем Шервашидзе, к. — Верой Судейкиной)               | Серж Лифарь, Михаил Фёдоров, Фелия Дубровская, Элеанора Марра, Наталия Браницкая, Леон Войциковский, Антон Долин                                    |                                         | Русский балет Дягилева |      |
| 1933 | 7 июня, Париж, Театр Елисейских Полей               | Моцартиана                                                        | П. И. Чайковский (сюита для оркестра № 4 «Моцартиана», 1887) | Кристиан Берар (д., к. и занавес)                                         | Людовик Матлинский и Люсьен Кульберг, Тамара Туманова и Роман Ясинский                                                                              |                                         | «Балет—1933»           |      |
| 1935 | 1 марта, Нью-Йорк, театр Адельфи                    | Серенада                                                          | П. И. Чайковский (Серенада для струнного оркестра)           | Гастон Лоншан (д.), Жан Люрса (к.)                                        | | Шандор Хармати                          | «Американский балет»   |      |
| 1941 | Нью-Йорк                                            | Балюстрада                                                        | Игорь Стравинский (Концерт для скрипки с оркестром)          | Павел Челищев                                                             | |                                         |                        |      |
| 1946 | 20 ноября, Нью-Йорк                                 | Четыре темперамента                                               | Пауль Хиндемит                                               | Курт Селигман                                                             | Уильям Доллар, Джорджия Хайден, Танакиль Леклерк и другие                                                                                           | Леон Барзен, пианист — Николаc Копейкин | «Балетное общество»    |      |
| 1947 | 28 июля, Париж, Гранд-опера                         | Хрустальный дворец                                                | Жорж Бизе (Симфония № 1, до мажор, 1855)                     | Леонор Фини                                                               | Лисетт Дарсонваль и Александр Калюжный, Тамара Туманова и Роже Ритц, Мишлен Барден и Мишель Рено, Мадлен Лафон и Макс Боццони                       | Роже Дезормьер                          | Балет Парижской оперы  |      |
| 1947 | 26 ноября, Нью-Йорк, Городской центр музыки и драмы | Тема с вариациями                                                 | П. И. Чайковский (финал сюиты № 3, 1884)                     | Вудман Томпсон (к. изготовлены Каринской)                                 | Алисия Алонсо, Игорь Юшкевич | Макс Гоберман                           | Театр балета           |      |
| 1949 | 27 ноября, Нью-Йорк, Городской центр музыки и драмы | Жар-птица                                                         | Игорь Стравинский                                            | Марк Шагал (1945, для Мясина)                                             | Мария Толчиф, Франсиско Монсьон, Патриция Макбрайд, Эдвард Бигелоу                                                                                  | Леон Барзен                             | Нью-Йорк Сити балет    |      |
| 1958 | 17 января, Нью-Йорк, Городской центр музыки и драмы | Звёзды и полосы                                                   | марши Джона Филиппа Соуза в оркестровке Херши Кея            | Дэвид Хейс (д.), Варвара Каринская (к.)                                   | Аллегра Кент, Диана Адамс, Мелисса Хейден, Роберт Барнет, Жак д'Амбуаз                                                                              |                                         | Нью-Йорк Сити балет    |      |
| 1970 | 5 февраля, Нью-Йорк, Театр штата Нью-Йорк           | Кого это волнует?                                                 | музыка Джорджа Гершвина в оркестровке Херши Кея              | Джо Милзинер (д.), Варвара Каринская (к.)                                 | Жак д’Амбуаз, Патриция Макбрайд, Марни Моррис, Карин фон Арольдинген                                                                                | Роберт Ирвинг                           | Нью-Йорк Сити балет    |      |

### На Бродвее
- 1940 — «По газонам не ходить[англ.]»
- 1942 — «Розалинда» (по оперетте «Летучая мышь»)

## Интересные факты
- Баланчин старался не пропускать выборы — он ценил возможность высказать своё мнение. Он любил обсуждать политические вопросы и жалел, что этикет не позволяет говорить о политике во время ужинов.
- Баланчин был членом Суда присяжных, к чему относился с большой ответственностью. Его первым заседанием было дело против универмага Bloomingdale’s.
- Баланчин нередко использовал слоганы из телевизионной рекламы в уроках и репетициях.
- Он любил сам стирать (в квартире была установлена небольшая стиральная машинка) и гладить свои рубашки. По собственному признанию хореографа, большую часть работы он делал именно в то время, когда гладил[13].

## Награды
- 1975 Орден Почётного легиона
- 1978 Премия Центра Кеннеди
- 1980 Австрийский почётный знак «За науку и искусство»
- 1983 Президентская медаль Свободы
- 1988 Введение в Зал славы американского театра[14][15]
- Анна Кисельгофф, «Баланчин 100: празднование столетия»[16][17].

## Память
- В Санкт-Петербурге в атриуме Академии танца Бориса Эйфмана Джорджу Баланчину открыт памятник работы скульптора Важи Микаберидзе[18].
- В Санкт-Петербурге, где родился Баланчин, на угловом доме № 9 по Суворовскому проспекту со стороны № 18/9 по 4-й Советской улице к столетию хореографа была открыта мемориальная доска[19].

## Комментарии
1. ↑  1950 — редакция для Нью-Йорк Сити Балет
2. ↑  Другие редакции: 1935 — «Американский балет», 1945 — «Русский балет Монте-Карло», 1956 — гастрольная труппа А. Даниловой, 1981 — Нью-Йорк Сити Балет
3. ↑  Другие редакции, под названием «Симфония до мажор»: 1948 — «Балетное общество», 1950 — Нью-Йорк Сити Балет
4. ↑  Другие редакции: 1970, 1980.